# National Basketball Association
« NBA » redirige ici. Pour les autres significations, voir NBA (homonymie).
Pour les articles homonymes, voir BAA.
La National Basketball Association (NBA) est la principale ligue de basket-ball au monde. Créée le 6 juin 1946 sous le nom de BAA (Basketball Association of America), la ligue est renommée NBA en 1949 après sa fusion avec la NBL (National Basketball League). Elle est l'une des quatre ligues professionnelles majeures du sport américain, aux côtés de la NFL (football américain), de la MLB (baseball) et de la NHL (hockey sur glace). Le siège de la NBA est situé dans l'Olympic Tower au 645, de la 5e Avenue à New York. En 2015, les joueurs de la NBA sont les sportifs les mieux payés au monde.
Après des débuts dans l'après-guerre, la NBA voit sa popularité s'accroître dans les années 1960, marquées par la domination des Celtics et la rivalité entre Bill Russell et Wilt Chamberlain. Après un passage à vide dans les années 1970, la ligue se développe peu à peu hors des États-Unis à partir des années 1980 en accueillant des joueurs non-américains et en bénéficiant de la popularité de joueurs stars comme Larry Bird, Magic Johnson, et surtout Michael Jordan, considéré comme l'un des plus grands sportifs de tous les temps. La NBA est actuellement considérée comme le championnat de basket-ball le plus prestigieux au monde en termes de niveau de jeu, d'affluences et d'audiences, disposant même de sa propre chaîne de télévision (NBA TV). Elle a également créé deux ligues affiliées : la WNBA (basket-ball féminin) et la NBA G League (ligue mineure).
Le championnat comprend 30 franchises, réparties en deux Conférences (Est et Ouest), incluant chacune trois divisions. L’une des franchises est canadienne (les Raptors de Toronto). Après une saison régulière débutant en octobre et comprenant 82 matchs, les huit meilleures équipes de chaque conférence s'affrontent en séries éliminatoires (playoffs). Les Finales voient s'opposer la meilleure équipe de la Conférence Est contre celle de la Conférence Ouest. L'équipe qui parvient à remporter quatre matchs en premier est nommée championne NBA. Les Celtics de Boston dominent le palmarès avec dix-huit titres suivis par les Lakers de Los Angeles avec dix-sept titres, suivis par les Warriors de Golden State avec sept titres, les Bulls de Chicago avec six titres, et les Spurs de San Antonio avec cinq titres.

## Histoire

### Création et débuts

Le logo de la BAA (Basketball Association of America), dont la fusion avec la NBL en 1949 donne naissance à la NBA.

La National Basketball League, fondée en 1898 et dissoute en 1904, est le précurseur des nombreuses ligues professionnelles créées aux États-Unis et dans le reste du monde tout au long du siècle. Hormis la Eastern Basket Ball League, fondée en 1909, les principales ligues professionnelles sont créées au début des années 1920 : la Metropolitan Basketball League (1921) et l'American Basketball League (1925).
La Basketball Association of America (BAA) est fondée le 6 juin 1946 à l'hôtel Commodore, à New York par les propriétaires des arènes de sport du Nord-Est et du Midwest des États-Unis. Maurice Podoloff est nommé président, car la BAA est lancée par des propriétaires d'équipes de hockey qui voulaient remplir leurs salles les soirs sans match et Podoloff était le président de l'American Hockey League.
Le premier match disputé en BAA oppose le 1er novembre 1946 les Huskies de Toronto aux Knicks de New York. La ligue était interdite aux Afro-Américains à sa création. Cette interdiction est levée en 1950.
La NBA n'est pas la seule ligue de basket-ball active aux États-Unis à cette époque. En effet, il existe déjà l'American Basketball League et la National Basketball League (NBL), actives respectivement depuis 1933 et 1937, mais la BAA est la première ligue à faire jouer ses équipes dans de grandes salles situées dans des villes importantes. La BAA obtient en 1948 que les Lakers de Minneapolis et leur vedette George Mikan, quittent la NBL pour rejoindre la ligue concurrente. Durant les premières années, la qualité du jeu de la BAA est équivalente à celles des autres ligues, ou du club indépendant des Globetrotters de Harlem. Par exemple, les Bullets de Baltimore, finaliste de l'ABL en 1947, sont inclus dans la BAA et gagnent le titre en 1948. En 1949, ce sont les champions NBL de 1948, les Lakers de Minneapolis, qui s'imposent en BAA.
Les deux ligues étant déficitaires, leur intérêt est de se rapprocher. Après de premières négociations infructueuses le 1er juillet 1949 à Chicago entre Maurice Podoloff et Ike Duffey, la BAA accepte de fusionner avec la NBL, afin de lancer une nouvelle ligue, la National Basketball Association (NBA), formée de quatre divisions : deux divisions de cinq équipes pour les clubs de la future ex-BAA, deux autres de quatre équipes pour ceux de la NBL. L'accord est signé le 3 août 1949 dans les bureaux de la BAA, à l’Empire State Building
La saison 1949-1950 peut donc être considérée comme la première saison de l'histoire de la NBA en tant que telle. La ligue compte alors 17 franchises situées dans une série de villes, petites ou grandes, certaines jouant dans de grandes salles, d'autres dans des gymnases. En 1950, la NBA décide de réduire le nombre d'équipes, le ramenant à 11. Continuant ce processus, la ligue atteint en 1955 un plus bas de seulement 8 franchises. Ces huit franchises sont toujours membres de la NBA en 2025 (les Knicks, les Celtics, les Warriors, les Pistons, les Lakers, les Royals/Kings, les Hawks et les Nationals/76ers). Tandis que la NBA se resserre, les franchises installées dans de petites villes s'installent dans de plus grandes villes. Les Hawks quittent Tri Cities (aujourd'hui appelé Quad Cities) et s'installent à Milwaukee, puis à Saint Louis. Les Royals vont de Rochester à Cincinnati et les Pistons de Fort Wayne à Détroit[réf. nécessaire].

Le premier logo de la NBA.

Même si le Japonais-Américain Wataru Misaka est le premier à briser la barrière de la couleur NBA en 1947-1948 (du temps de la BAA), alors qu'il joue pour les Knicks de New York, 1950 est considérée comme l'année de l'intégration en NBA, quand Chuck Cooper rejoint les Celtics de Boston, Nat « Sweetwater » Clifton les Knicks de New York et Earl Lloyd les Capitols de Washington. Aujourd'hui, plus de cinquante ans après, la NBA voit se mêler un grand nombre d'ethnies et de cultures. Les Afro-Américains sont largement majoritaires (80 %).
Dès les années 1950 apparaissent les premières stars du basketball, dont le pivot George Mikan et le meneur Bob Cousy. Les Lakers de Minneapolis sont les premiers à construire une dynastie. Emmenés par George Mikan, ils remportent cinq titres de champions en six saisons (1949, 1950, 1952, 1953 et 1954).
Pour encourager à tirer et dynamiser le jeu, la règle des 24 secondes est instaurée en 1954 : si une équipe n'a pas tenté de tir alors qu'elle a la balle depuis 24 secondes, le jeu est arrêté et la balle rendue à l'adversaire.

### Domination des Celtics et développement de la ligue

Le logo de la NBA de 1969 à 2017.

En 1956, le pivot rookie Bill Russell rejoint les Celtics de Boston, qui possèdent déjà l'arrière Bob Cousy et l'entraîneur Red Auerbach, et emmène l'équipe vers l'incroyable performance de 11 titres en 13 saisons (en 1957, de 1959 à 1966, en 1968 et 1969).
Les années 1960 voient éclore plusieurs joueurs aujourd'hui légendaires : l'arrière des Lakers Jerry West ; le meneur Oscar Robertson ; le pivot des Celtics Bill Russell, onze fois champion NBA et qui révolutionna la manière de pratiquer la défense ; et Wilt Chamberlain, qui détient encore aujourd'hui de nombreux records de statistiques. Le 2 mars 1962, il inscrit 100 points lors d'un match entre les Warriors de Philadelphie et les Knicks de New York.
Pendant ce temps, les franchises continuent à se déplacer vers des villes plus grandes : les Lakers quittent Minneapolis et s'installent à Los Angeles, les Warriors de Philadelphie déménagent à San Francisco et les Nationals de Syracuse à Philadelphie. De nouvelles équipes sont intégrées.
En 1967, l'American Basketball Association (ABA) est lancée pour tenter de rivaliser avec la NBA, qui connaît un pic de popularité. Celle-ci suscite l'intérêt du public en proposant un nouveau style de jeu et des règles différentes. La balle est tricolore (rouge, blanc, bleu), le jeu est plus agressif et spectaculaire, et le tir à trois points est créé. Julius Erving est alors le joueur le plus célèbre de cette ligue, grâce à un style aérien où le saut et le jeu au-dessus du panier sont aussi importants que le tir.
En 1969, la NBA s'empare du meilleur joueur universitaire du moment, Kareem Abdul-Jabbar (connu alors sous le nom de Lew Alcindor), qui, avec Oscar Robertson, emmène les Bucks de Milwaukee au titre dès sa deuxième saison, et remporte cinq titres avec les Lakers de Los Angeles pendant sa carrière. Cependant, le meilleur marqueur de la NBA, Rick Barry, décide d'aller jouer en ABA, ainsi que quatre arbitres vétérans (Norm Drucker, Earl Strom, John Vanak et Joe Gushue). La ABA réussit aussi à attirer quelques stars majeures, comme Julius Erving, en partie parce que les équipes ont le droit d'engager des undergraduates (étudiants de premier cycle).
Les faibles recettes et le succès déclinant de la ligue la contraignent toutefois à être absorbée par la NBA : ses quatre meilleures équipes (les Nets de New York, les Nuggets de Denver, les Pacers de l'Indiana et les Spurs de San Antonio) y sont incorporées, et certains éléments sont conservés, comme le tir à trois points. La NBA compte alors 22 franchises. Après 1970, la NBA est sans conteste la ligue de basketball la plus importante, tant en termes de popularité que de budget ou de niveau de jeu.

### Années 1980-1990: une popularité grandissante
La NBA gagne en visibilité et est diffusée dans un nombre croissant de pays, dont la France à partir de 1985.
La ligue adopte en 1979 la ligne des trois points, qui était une innovation de l'ABA, et de son commissaire George Mikan. Cette même année, Larry Bird et Magic Johnson arrivent en NBA, respectivement aux Celtics de Boston et aux Lakers de Los Angeles. Ils amorcent une période où l'intérêt porté à la ligue aux États-Unis et dans le monde est croissant. Bird remporte trois titres avec Boston, Johnson cinq avec Los Angeles. Ils dominent la décennie et contribuent fortement à l'accroissement de la popularité de la ligue.
Michael Jordan débarque en 1984 aux Bulls de Chicago, son émergence apportant aux fans de plus en plus nombreux une star plus populaire que jamais. Son tir au buzzer (« The Shot ») réalisé le 7 mai 1989 en fait le joueur le plus célèbre de la ligue. Le Heat de Miami et les Hornets de Charlotte (qui jouent aujourd’hui sous le nom de Pelicans de La Nouvelle-Orléans) intègrent la NBA en 1988, rejoints en 1989 par le Magic d'Orlando et les Timberwolves du Minnesota. La ligue compte alors 27 équipes. Durant les années 1990, Jordan remporte 6 titres (de 1991 à 1993 et de 1996 à 1998).
À partir des années 1990, quelques équipes parviennent à remettre en cause la domination des Lakers de Los Angeles et des Celtics de Boston sur le basketball américain, comme les Bulls de Chicago emmenés par Jordan (six titres entre 1991 et 1998) et les Spurs de San Antonio (cinq titres entre 1999 et 2014). De nouvelles stars font leur apparition : David Robinson, Gary Payton, Jason Kidd, Steve Nash, Dirk Nowitzki, Tim Duncan, Kobe Bryant, Allen Iverson ou encore Shaquille O'Neal, connu pour son physique impressionnant et ses facéties sur le terrain. 

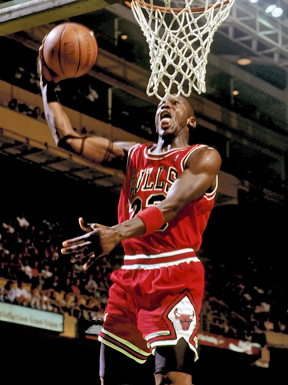
Michael Jordan, joueur emblématique de la NBA, effectuant un dunk.

Les années 1990 sont aussi le théâtre d'une grande ouverture de la NBA. La fameuse Dream Team des JO 1992, la première à rassembler les plus grandes stars du gotha NBA, inclut Michael Jordan, Larry Bird, Magic Johnson, Charles Barkley et beaucoup d'autres.
En 1995, la NBA connait sa première expansion à l'étranger, en l'occurrence au Canada, avec la création de franchises canadiennes comme les Raptors de Toronto et les Grizzlies de Vancouver. Durant la saison 2001, les Grizzlies déménagent à Memphis, les Raptors devenant la seule équipe de la ligue à être située en dehors du territoire des États-Unis. La dernière franchise créée est celle des Bobcats de Charlotte, en 2004, ce qui porte actuellement le nombre d'équipes en NBA à 30. Ces derniers récupèrent cependant l'histoire de la franchise des Hornets de Charlotte de 1988 à 2002, devenus Pelicans de La Nouvelle-Orléans, et récupèrent également le nom des Hornets en 2014.
De plus en plus de bons joueurs viennent également de l'étranger. À l'origine, la plupart de ces joueurs, comme le NBA Most Valuable Player 1994 Hakeem Olajuwon (Nigeria), jouaient d'abord en NCAA pour se perfectionner. Mais les joueurs étrangers commencent à quitter leur club pour entrer directement en NBA, comme le Rookie of the Year 2002 et meilleur joueur du Championnat du monde 2006 Pau Gasol (Espagne), comme le 1er choix de la draft 2002 Yao Ming (Chine), comme le MVP du Championnat du Monde 2002 et de l'Euro 2005 Dirk Nowitzki (Allemagne), ou encore comme le meilleur joueur du tournoi des JO 2004 Manu Ginóbili (Argentine). Aujourd'hui, les jeunes joueurs du monde anglophone évoluent en NCAA avant de se présenter à la draft (les meilleurs exemples le MVP 2005 et 2006 Steve Nash (Canada) et le 1er choix de la draft 2005 Andrew Bogut (Australie), tandis que la plupart des autres joueurs étrangers arrivent en NBA directement depuis leur club professionnel.
En 1996, la NBA créé la Women's National Basketball Association (WNBA) et en 2001 une ligue mineure, la National Basketball Development League, aujourd'hui appelée NBA Gatorade League (ou G-League).

Le logo du cinquantenaire en 1997.

Cette décennie voit également les premières grèves, appelées lock-out, qui paralysent les débuts des saisons 1995, 1996 et 1998. Il est à chaque fois question du salaire des joueurs, qui veulent une meilleure rémunération, tandis que les franchises et la ligue veulent les limiter pour plus de profits. En 1998, les tensions atteignent leur apogée : ce lock-out est le plus long qu’ai connu la ligue et ne se termine donc le 18 janvier 1999 après 191 jours, amputant une grand partie de la saison 1998-1999, qui est donc ramenée de 82 matchs par équipe à 50, tous joués lors des premiers mois de 1999. Lors de toutes ces grèves, les joueurs obtiennent peu gains de cause : la luxury tax et la clause de restricted free agent sont maintenues, les salaires des joueurs et des rookies sont plafonnés et les droits télévisuels sont répartis comme voulu par les propriétaires.

### Depuis les années 2000
En 2001, Jerry Colangelo et le comité des règles NBA suppriment la règle de la défense illégale et autorisent de facto les défenses élaborées, rapprochant ainsi la NBA du jeu FIBA. Ces changements avaient pour but de limiter l’utilisation de l’isolation, avec des attaques figées autour d’un seul scoreur qui faisaient baisser le nombre de possessions et appauvrissaient la variété du spectacle proposé. Pour éviter qu'avec une défense de zone pure un grand pivot ne bloque les pénétrations, la NBA instaure simultanément la règle des trois secondes en défense, qui interdit à un défenseur de rester plus de trois secondes dans la raquette s’il ne défend activement sur personne. Le pick and roll est devenu la base des attaques NBA exigeant plus de mobilité des intérieurs. Cet enrichissement du jeu a entraîné un retour à la hausse du nombre de possessions par rencontre.
Lors de la saison 2004-2005, la NBA adopte un nouveau format d'organisation de la compétition. Chaque Conférence (Est et Ouest) est désormais divisée en trois divisions de cinq équipes chacune : Atlantic, Central et Southeast dans la Conférence Est ; Northwest, Pacific et Southwest dans la Conférence Ouest.
Le 29 juin 2006, un nouveau ballon officiel est présenté pour la saison 2006-2007. C'est le premier changement de ballon depuis 35 ans et seulement le deuxième en 60 saisons. Conçu par Spalding, le nouveau ballon offre un design retravaillé et est constitué d'un matériau synthétique qui, selon Spalding, permet une meilleure adhérence et une meilleure prise en main que le ballon précédent. Cependant, les joueurs se plaignent vite, affirmant que le ballon sec est collant, et glissant une fois mouillé. Le 11 décembre 2006, David Stern annonce le retour à l'ancien ballon en cuir à partir du 1er janvier 2007. Le commissaire finit par céder aux plaintes des joueurs qui se plaignent de coupures aux doigts dues aux microfibres qui composent le ballon.
Le 19 février 2008, la NBA annonce que les Suns de Phoenix et les Nuggets de Denver disputeront un match en extérieur le 11 octobre 2008 au Indian Wells Tennis Garden. C'est le premier match joué en extérieur dans l'ère moderne de la NBA.
Le 2 juillet 2008, la franchise des SuperSonics de Seattle est officiellement relocalisée à Oklahoma City à compter de la saison 2008-2009 et deviennent le Thunder d'Oklahoma City. Il existait une équipe NBA dans la ville de Seattle depuis 41 ans. Cependant, le nom et les couleurs appartiennent toujours à la ville de Seattle, laissant penser qu'un retour d'une franchise NBA serait possible dans le futur. Oklahoma City avait déjà accueilli les Hornets de La Nouvelle-Orléans lors de la saison 2005-2006 à la suite de l'ouragan Katrina.
Au début de la saison 2011-2012, la NBA connaît le quatrième arrêt de travail de son histoire. Le lock-out est décrété le 1er juillet 2011 portant sur des divergences entre les propriétaires et les joueurs sur le partage des revenus et la structure du plafond salarial. Les six premières semaines de la saison régulière sont annulées. Un accord est trouvé à travers la ratification d'une nouvelle convention le 8 décembre 2011. La saison régulière débute alors le 25 décembre 2011 et est raccourcie à 66 matchs.
Le 30 avril 2012 les Nets du New Jersey déménagent à Brooklyn et deviennent les Nets de Brooklyn revenant dans la ville représentée par la première équipe qui a rejoint la NBA en 1976, en provenance de l'American Basketball Association. Les Nets joueront leurs matchs au Barclays Center,,.
Le 4 décembre 2012, Tom Benson, nouveau propriétaire des Hornets de La Nouvelle-Orléans annonce que les Hornets vont changer de nom pour les Pélicans de La Nouvelle-Orléans au début de la saison 2013-2014 pour qu'il soit plus local.
Ce changement est officialisé le 24 janvier 2013, lorsque les Hornets déclarent le changement de nom et dévoilent les logos et les couleurs bleu, or et rouge du club. Le changement devient effectif le 18 avril 2013.
Lors de la saison 2013-2014, pour la première fois, la publicité est autorisée sur les maillots des joueurs de NBA. Selon David Stern, cette publicité devrait rapporter cent millions de dollars. Le 31 janvier 2014, David Stern prend sa retraite après 30 ans à la tête de la NBA.
La NBA rassemble 30 franchises et est devenue l'une des plus grandes ligues sportives au monde. La saison régulière 2014-2015 établit un nouveau record de spectateurs avec un cumul de 21,9 millions de spectateurs (+2,4% par rapport à l'année précédente) avec une affluence moyenne de 17 826 spectateurs par match surpassant le précédent record de 17 757 spectateurs lors de la saison 2006-2007.
Pour la première fois dans l'histoire de la NBA, la saison 2018-2019 est remportée par une équipe n'évoluant pas aux États-Unis, les Raptors de Toronto.
Lors de la saison 2019-2020, la saison s'arrête le 13 mars 2020 à cause de la pandémie mondiale du Covid-19. Elle reprend plus tard, le 30 juin, dans une bulle sanitaire à Orlando. 22 équipes (9 de l'est et 13 de l'ouest) y participent afin de disputer chacune 8 matches de saison régulière puis d'enchaîner sur des playoffs, avec un format habituel. Les Lakers remportent le titre cette année-là, égalant le record des Celtics de 17 titres remportés.
À l'instar de la saison 2011-2012, raccourcie pour cause de lock-out, la saison 2020-2021 ne compte que 72 matches démarrant le 22 décembre 2020. Le calendrier des matches est publié en deux temps, jusqu'au 4 mars 2021 d'abord. La crise sanitaire alors en cours impose la concentration géographique des rencontres afin de réduire au maximum les déplacements sur le territoire.
Après Kareem Abdul-Jabbar avant lui, LeBron James est le joueur détenant le record de points marqués en NBA depuis le 7 février 2023 .

### Diversification géographique
Entre 2004 et 2019, 28 rencontres de présaison sont organisées en Chine. En octobre 2019, Daryl Morey (en), manager général des Rockets de Houston exprime dans un tweet son soutien aux manifestations à Hong Kong contre la loi sur la sécurité nationale. Morey efface son tweet et présente ses excuses devant les critiques des autorités chinoises et de différentes entreprises chinoises liées à la NBA, toutefois, la Chinese Basketball Association annule toute collaboration avec la NBA,. L'annulation de différents partenariats crée un manque à gagner estimé à plusieurs centaines de millions de dollars en 5 ans,. En décembre 2024, la NBA annonce que deux matches vont avoir lieu à Macao, une région administrative spéciale de Chine, en octobre 2025.
La NBA souhaitant étendre son audience en Afrique, elle lance avec la FIBA en 2020, la Ligue africaine de basket-ball. Barack Obama, l'ancien président des États-Unis, s'investit d'ailleurs dans ce projet en étant propriétaire minoritaire et partenaire stratégique de NBA Africa.
À partir des années 2020, la NBA se rapproche des Émirats arabes unis. Des matches sont organisés aux Émirats et la compagnie aérienne nationale Emirates devient sponsor de la NBA Cup. Les Émirats arabes unis sont accusés de nombreuses violations des droits de l'homme (exploitation des travailleurs migrants, droits des femmes, criminalisation des personnes LGBTQ, soutien à la milice des Forces de soutien rapide dans le conflit soudanais…). Ce rapprochement est critiqué par Human Rights Watch.
Le 27 mars 2025, Adam Silver présente son projet "NBA Europe", avec le lancement d'un nouveau Championnat de basket masculin en Europe. L’association américaine a contacté QSI, actionnaire du PSG, pour monter une franchise à Paris. Nasser Al-Khelaïfi est séduit par ce projet auquel pourrait être lié le Paris Basketball. Le site américain Sportico a déjà révélé les contours de ce nouveau Championnat européen qui compterait entre huit et dix équipes, dont quatre évoluant actuellement en Euroligue, la compétition de référence en Europe. Des villes comme Paris et Londres pourraient accueillir des franchises d'expansion dont le prix d'achat serait fixé autour de 500 millions de dollars (463 millions d'euros), et financées en partie par des fonds souverains et acteurs privés.
Selon un article de basketeurope.com de juin 2025, Adam Silver et le secrétaire général de la FIBA, Andreas Zagklis, projettent que cette nouvelle ligue comporterait 16 équipes, mais elle verra son lancement repoussé à 2028 dans la foulée des Jeux olympiques de Los Angeles

## Le personnel de la ligue

### Direction de la ligue
Liste des présidents et commissaires (commissioners selon l'expression anglaise) de la NBA : 
- Maurice Podoloff, président de 1946 à 1963
- Walter Kennedy, président de 1963 à 1967, puis commissaire de 1967 à 1975
- Larry O'Brien, commissaire de 1975 à 1984
- David Stern, commissaire de 1984 à 2014
- Adam Silver, commissaire depuis 2014

La direction de la ligue prend diverses décisions, tenant notamment aux règles du jeu en vigueur dans le championnat. En février 2016, la NBA décide de l'élaboration future d'une règlementation du hack-a-player, devant l'explosion de l'utilisation de cette pratique. Elle a également mis en place un système de sanctions financières et sportives : un joueur effectuant du trash-talking peut théoriquement se voir sanctionné par la ligue.

### Franchises actuelles
La BAA originale compte 11 équipes pour la saison 1946-1947. Après de nombreuses extensions, réductions et déménagements, la NBA a aujourd'hui 30 franchises dans ses rangs (29 aux États-Unis et une au Canada). 13 des 30 franchises actuelles ont déménagés au cours de leur histoire, certaines villes ayant accueillies des franchises différentes au gré des déménagements (les Warriors, localisés aujourd’hui à San Francisco, étaient par exemple basés à Philadelphie, où sont aujourd’hui les 76ers). Lorsque les franchises déménagent d’une ville à l’autre (comme les Lakers qui sont passés de Minneapolis à Los Angeles en 1960), changent de nom (comme l’équipe de Washington qui a changé de Bullets à Wizards en 1997), voire les 2 en même temps (comme lorsque les SuperSonics de Seattle sont devenus le Thunder d’Oklahoma City en 2008), ces dernières conservent généralement leur palmarès sous leur nouveau nom : l’histoire, et donc les statistiques, sont liés à la franchise, et pas à la ville où au nom. Il faut donc tenir compte de ceci lors de l’évocation d’une franchise. Il existe cependant une exception : lorsque la franchise actuellement basée à Charlotte récupère le nom de Hornets de Charlotte en 2014 après s’être établie sous le nom de Bobcats en 2004, il a été décidé du transfert de l’historique de la franchise originale, de sa fondation en 1988 jusqu’en 2002. Cette dernière, transférée en 2003 à la Nouvelle Orléans, évolue aujourd’hui sous le nom de New Orleans Pelicans après s’être un temps nommée New Orleans Hornets jusqu’en 2013.
Avec 18 trophées à leur actif, les Celtics de Boston sont la franchise la plus titrée, devançant d’une courte tête leurs rivaux historiques les Lakers de Los Angeles et leurs 17 titres (5 à Minneapolis et 12 à Los Angeles). Viennent ensuite les Warriors de Golden State avec 7 titres (dont 2 en tant que Warriors de Philadelphie) puis les Bulls de Chicago avec 6 titres (tous remportés sur une période de 8 ans durant les années 1990). Depuis la saison 2004-2005, la ligue est divisée en deux conférences, chacune contenant trois divisions de cinq équipes.
| National Basketball Association | National Basketball Association | National Basketball Association | National Basketball Association | National Basketball Association | National Basketball Association |
| Conférence Ouest                | Conférence Ouest                | Conférence Ouest                | Conférence Est                  | Conférence Est                  | Conférence Est                  |
| NORD-OUEST                      | PACIFIQUE                       | SUD-OUEST                       | ATLANTIQUE                      | CENTRALE                        | SUD-EST                         |
| ------------------------------- | ------------------------------- | ------------------------------- | ------------------------------- | ------------------------------- | ------------------------------- |
| Nuggets de Denver               | Warriors de Golden State        | Mavericks de Dallas             | Celtics de Boston               | Bulls de Chicago                | Hawks d'Atlanta                 |
| Timberwolves du Minnesota       | Clippers de Los Angeles         | Rockets de Houston              | Nets de Brooklyn                | Cavaliers de Cleveland          | Hornets de Charlotte            |
| Thunder d'Oklahoma City         | Lakers de Los Angeles           | Grizzlies de Memphis            | Knicks de New York              | Pistons de Détroit              | Heat de Miami                   |
| Trail Blazers de Portland       | Suns de Phoenix                 | Pelicans de La Nouvelle-Orléans | 76ers de Philadelphie           | Pacers de l'Indiana             | Magic d'Orlando                 |
| Jazz de l'Utah                  | Kings de Sacramento             | Spurs de San Antonio            | Raptors de Toronto              | Bucks de Milwaukee              | Wizards de Washington           |

| Raptors Celtics Knicks Nets 76ers Bulls Cavaliers Pistons Pacers Bucks Hawks Hornets Heat Magic Wizards Mavericks Rockets Grizzlies Pelicans Spurs Nuggets Timberwolves Trail Blazers Thunder Jazz Warriors Kings Suns Clippers Lakers |

### Anciennes franchises
- Packers d'Anderson 1949-1950
- Bullets de Baltimore 1947-1954
- Stags de Chicago 1946-1950
- Rebels de Cleveland 1946-1947
- Nuggets de Denver (originaux) 1949-1950
- Falcons de Détroit 1946-1947
- Jets d'Indianapolis 1948-1949
- Olympians d'Indianapolis 1949-1953
- Ironmen de Pittsburgh 1946-1947
- Steamrollers de Providence 1946-1949
- Bombers de Saint-Louis 1946-1950
- Redskins de Sheboygan 1949-1950
- Huskies de Toronto 1946-1947
- Capitols de Washington 1946-1951
- Hawks de Waterloo 1949-1950

### Joueurs
Durant la saison régulière, chaque équipe a sous contrat 12 joueurs au minimum et 15 joueurs au maximum (roster). Ce chiffre peut être dépassé pendant l'intersaison, mais doit être ramené à 15 pour le premier jour de la saison régulière. 12 joueurs au maximum peuvent figurer sur la feuille de match, les autres étant placés sur la liste inactive.
La liste inactive a été créé lors de la saison 2005-2006. Auparavant les joueurs étaient placés sur une liste des blessés, qu'ils le soient réellement ou non. Les joueurs inscrits sur cette liste ne pouvaient pas figurer sur une feuille de match pour une durée minimum de cinq rencontres.
Le syndicat des joueurs de NBA les représente pour négocier la convention collective et divers avantages pour les joueurs actifs ou retraités.
Les origines sociales semblent cruciales dans l'ascension des joueurs vers la NBA, notamment en influençant leur taille, leur santé et leur visibilité auprès des recruteurs. Une étude parue dans l'International Review for the Sociology of Sport en 2012 indique que 66 % des joueurs noirs et 93 % des joueurs blancs sont issus d’un milieu favorisé. En 2013, une autre recherche aboutit aux mêmes conclusions : « les données chiffrées, écrit le statisticien Seth Stephens-Davidowitz, suggèrent que le contexte socio-économique dans lequel les futurs joueurs ont grandi est bien plus déterminant que la soif de revanche sociale (...). Les joueurs noirs en NBA ont 30 % de probabilités en moins d’être nés d’une mère célibataire ou adolescente que les autres Afro-Américains. »

### Entraîneurs
Alors que le nombre de joueurs qui ne sont pas de nationalité américaine augmente depuis les années 1990, les entraîneurs sont restés essentiellement américains, seuls quelques entraîneurs binationaux comme David Blatt, Mike D'Antoni, Jay Triano ou Kurt Rambis, – tous natifs des États-Unis, ont pu devenir entraîneurs. Quelques franchises pionnières font confiance à des adjoints européens avec Ettore Messina (Spurs), Igor Kokoškov (Jazz), Vitaly Potapenko (Cavs), Neven Spahija (Hawks) et Darko Rajaković (Thunder). San Antonio est ouverte de longue date à une diversité d'origine et de genre, puisqu'elle fut la première à engager une femme, Becky Hammon. En juillet 2019, elles étaient neuf adjointes : Lindsey Harding et Jessica Roque aux Kings, Lindsay Gottlieb aux Cavaliers, Kara Lawson aux Celtics, Jenny Boucek aux Mavericks, Natalie Nakase (en) aux Clippers, Karen Stack Umlauf (en) aux Bulls, Kristi Toliver aux Wizards et toujours Hammon aux Spurs,.

## Déroulement de la saison

### Pré-saison

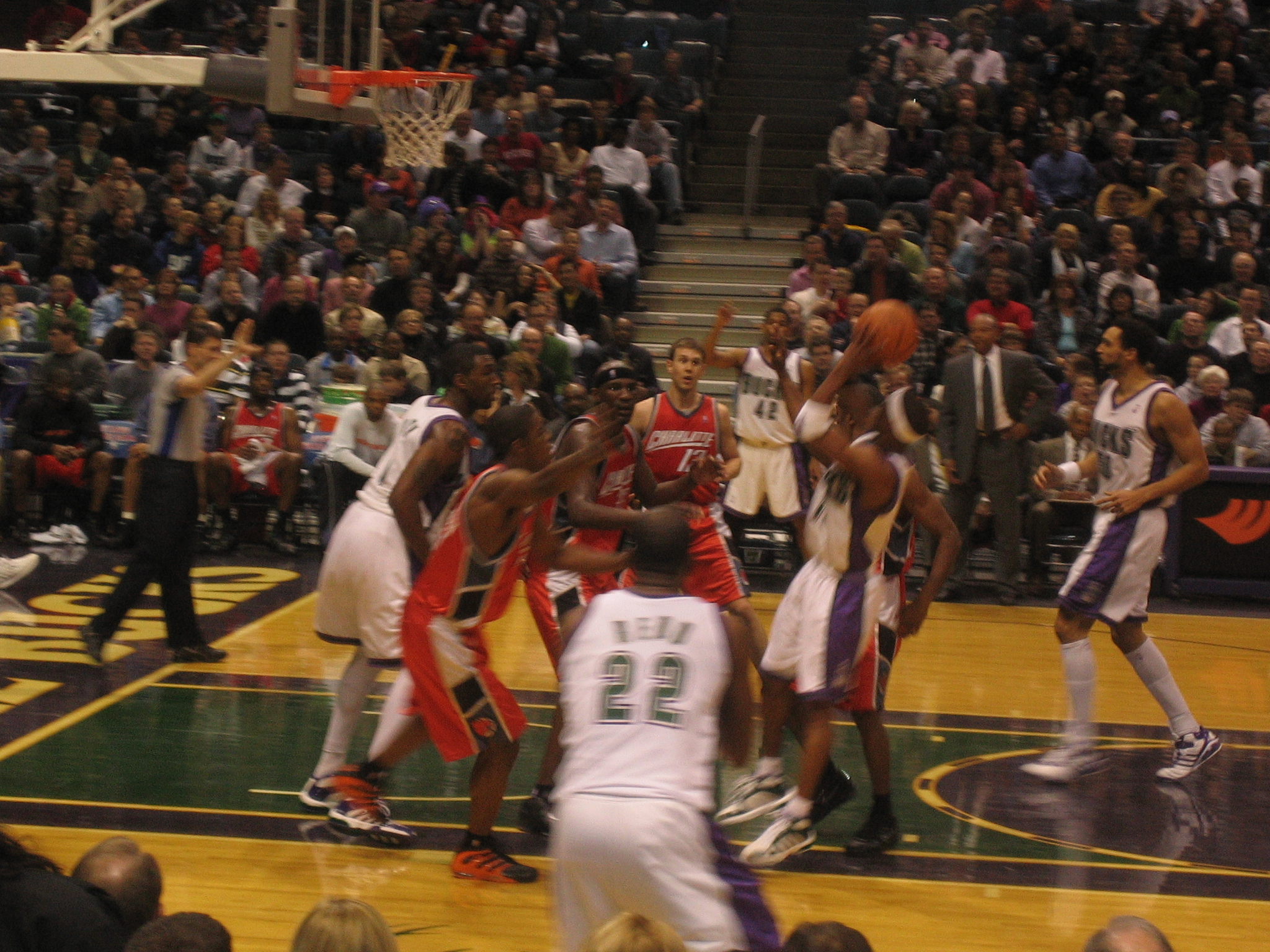
Les Bucks de Milwaukee face aux Bobcats de Charlotte lors d'un match de saison régulière.

Après la trêve estivale, les équipes se regroupent pour les camps d'entraînement (training camps), qui débutent à la fin septembre. Ces camps permettent aux entraîneurs d'évaluer leurs joueurs (en particulier les rookies), de préparer la saison régulière et d'observer les autres équipes afin de recenser leurs forces et faiblesses.
L'entraîneur doit ensuite composer l'effectif de saison régulière en retenant douze joueurs dits « actifs » et trois joueurs supplémentaires (« inactifs »). Les équipes disposent de la possibilité de transférer leurs joueurs dotés d'une expérience professionnelle de moins de deux ans dans une franchise de la NBA G-League. Une série de matches de pré-saison se déroule dans la foulée, afin de mettre en place les systèmes de jeu. Ces matches se déroulent fréquemment dans des villes n'accueillant pas de franchise NBA, aux États-Unis, mais aussi à l'étranger. Chaque année, quelques équipes viennent défier les principales équipes européennes : en octobre 2016, le Thunder d'Oklahoma City a ainsi affronté le FC Barcelone et le Real Madrid.

### Saison régulière
La saison régulière débute la dernière semaine d'octobre et se termine vers la fin du mois d'avril. Une cérémonie, qui marque le coup d'envoi de la saison, a lieu fin octobre avec la remise des bagues de champion à l'équipe ayant remporté le titre la saison précédente. La saison régulière débute alors, au début du mois de novembre, par une soirée d'ouverture (opening night) où la ligue programme généralement des matchs opposant des équipes médiatisées.
Durant la saison, chaque équipe dispute 82 matchs : 41 à domicile et 41 à l'extérieur. Les adversaires affrontés dépendent de la division dans laquelle l'équipe se trouve. En effet, chaque équipe doit disputer quatre rencontres contre les équipes de sa division (soit 16 matchs), trois ou quatre rencontres contre chaque équipe des autres divisions de la même conférence (36 matchs), et deux contre chaque équipe de l'autre conférence (30 matchs). Avec la Ligue nationale de hockey, la NBA est la seule ligue professionnelle américaine où toutes les équipes sont amenées à se rencontrer au moins une fois par saison. Afin de permettre une meilleure récupération des joueurs et d'éviter les blessures dues à la fatigue, la ligue a organisé le calendrier de manière à limiter les enchaînements de deux rencontres en deux jours (« Back-to-back »). Pour promouvoir la ligue, quelques rencontres sont organisées à l'étranger.
Pour pimenter la saison régulières, la NBA Cup est introduite à compter de la saison NBA 2023-2024 : quatre matchs opposent les franchises des six divisions et qualifient les vainqueurs ainsi que le meilleur second de chaque conférence pour un match à élimination directe. Les quatre équipes victorieuses s'opposent sur un site neutre, dans un format similaire au Final Four. La NBA a pour particularité de programmer des matchs le soir de Noël (« Christmas games »), et ce, depuis la saison 1947-1948 - bien que les rencontres ne fussent diffusées à la télévision qu'à partir de 1983. En raison de l'importance des audiences en ce jour férié, la NBA organise généralement des rencontres à fort enjeu entre des équipes très médiatisées. Kobe Bryant et Shaquille O'Neal détiennent ainsi le record de participations à un match le soir de Noël, avec onze participations chacun. Bernard King détient quant à lui le record de points inscrits avec 60 points, lors d'un match contre les Nets le 24 décembre 1984.
Pour départager les équipes différents critères sont appliqués. Les différentes distinctions individuelles sont décernées, puis les playoffs commencent dans la foulée pour se terminer vers la mi-juin par les Finales NBA.

### All-Star Week-end
Au mois de février, la saison s'interrompt pour un week-end, le temps du NBA All-Star Week-end, qui est un événement réunissant les meilleurs joueurs de la saison en cours et l'occasion de privilégier le spectacle. Le moment phare de ce week-end est le All-Star Game, qui voit s'affronter les meilleurs joueurs de la Conférence Est et de la Conférence Ouest. Le cinq majeur est choisi par vote des fans à travers le monde entier (qui peuvent voter sur Internet), tandis que les sept réservistes sont sélectionnés par les entraîneurs de la ligue. Ces équipes sont dirigées par les entraîneurs des équipes ayant le meilleur pourcentage de victoires dans chaque conférence quelques jours avant le All-Star Weekend. Un même entraîneur ne peut exercer cette fonction deux années consécutives.
Quelques jours après ce All-Star Weekend, aux alentours du 20 février traditionnellement, les clubs se voient imposer l'interdiction d'effectuer tout transfert de joueurs, et ce jusqu'au début du mois de juillet. Des joueurs sans contrat peuvent cependant encore être engagés jusqu'au début des playoffs.
Une fois les playoffs passés, le recrutement redevient possible progressivement, avec, en premier lieu, la draft, qui a lieu deux semaines après les finales.

### Playoffs
À la fin de la saison régulière, à partir du mois d'avril, les 16 meilleures équipes (8 par Conférence) s'affrontent en playoffs. Dans chaque Conférence, les quatre premières places étaient attribuées (jusqu'à la saison 2015-2016) aux trois vainqueurs de division et à l'équipe ayant obtenu le plus de victoires en saison régulière sans être vainqueur de sa division. Les 4 autres équipes sont qualifiées en fonction du nombre de victoires obtenues en saison régulière. À partir de la saison 2015-2016, la place d'une équipe dans sa Conférence dépend entièrement de son bilan. Egalement, à l’aune de la reprise de la saison 2019-2020, arrêté à la suite de la crise du Covid, l’instauration d’un match de barrage entre le 8e et 9e bilan de chaque conférence pour accéder aux play-offs en tant que Seed 8 fut mis en place. Cette expérimentation a découlé sur l’actuel format des play-ins: le 7 joue contre le 8 pour avoir le Seed 7 lors des play-offs, le perdant de ce match joue contre le gagnant de la rencontre opposant 9 et 10 pour la dernière place en play-offs.
Le premier tour des playoffs ne porte pas de nom particulier, le deuxième tour des play-offs est appelé demi-finale de conférence et le troisième tour, finale de conférence. La série finale désignant le champion NBA et qui voit s'affronter les champions des Conférences Est et Ouest se nomme Finales NBA.
Au premier tour, l'équipe classée numéro 1 affronte l'équipe classée numéro 8, la numéro 2 la 7, la 3 la 6 et la 4 la 5. En demi-finale de conférence, l'équipe vainqueur du match entre la numéro 1 et la numéro 8 rencontre l'équipe vainqueur du match entre la numéro 4 et la numéro 5 et l'équipe vainqueur du match entre la numéro 2 et la numéro 7 rencontre l'équipe vainqueur du match entre la numéro 3 et la numéro 6. Les vainqueurs des demi-finales de conférence s'affrontent en finale de conférence. Les deux équipes ayant remporté la finale de leur conférence respective (Est et Ouest) sont nommées championnes de conférence et se rencontrent ensuite pour une série déterminant le champion NBA.
Chaque série de playoffs se déroule au meilleur des 7 matchs, la première équipe à 4 victoires passant au tour suivant. Ainsi, 2 matchs sont joués à domicile, suivis de 2 matchs à l'extérieur (+ 1 match à domicile, 1 match à l'extérieur et le dernier match à domicile, si nécessaire (format 2-2-1-1-1). Dans chaque série, l'avantage du terrain est attribué à l'équipe ayant le plus de victoires quel que soit son classement à l'issue de la saison régulière.
Chaque équipe doit annoncer l'effectif qu'elle a retenu pour les playoffs avant que ceux-ci ne démarrent et il ne peut plus être modifié avant que le champion soit connu, sauf blessures de joueurs.

### Finales NBA
Les Finales NBA concluent les playoffs, par l'affrontement entre le champion de la Conférence Est et le champion de la Conférence Ouest au mois de juin. Le vainqueur des Finales est désigné champion NBA. Cette série se joue dans le format « 2-2-1-1-1 », l'avantage du terrain étant donné à l'équipe ayant le meilleur bilan en saison régulière. Les champions reçoivent le trophée Larry O'Brien.

### Draft
La draft est un événement annuel organisé par la NBA au mois de juin, à l'issue de la saison. Les 30 équipes se réunissent à New York sous la houlette du commissaire de la NBA et choisissent chacune deux joueurs lors de deux tours de sélection parmi des joueurs issus de l'université ou de l'étranger. C'est le principal point d'entrée des joueurs dans la ligue.

### Free agency
Pour éviter la suprématie des équipes les plus riches (à l'image des Celtics de Boston et de leurs 8 titres consécutifs dans les années 1960), la ligue a instauré un plafond salarial qui empêche les équipes de dépasser une masse salariale fixée par la NBA.
Le système est très complexe et comprend de nombreuses exceptions :
- Une fois que l'équipe a dépassé le plafond salarial, elle n'a le droit de faire signer que des agents libres au minimum salarial et les rookies qu'elle a sélectionnés lors de la draft ;
- Chaque équipe dispose également du Low Level Exception (LLE) et du Mid Level Exception (MLE), mettant à disposition respectivement 1M $ et 5M $ afin de faire signer un ou plusieurs joueurs sans tenir compte de la masse salariale ;
- La Larry Bird exception permet à une équipe de prolonger le contrat d'un joueur sans tenir compte de la contrainte du plafond salarial. Cette exception a été instaurée lors de la reconduction de Larry Bird aux Celtics de Boston.

De plus, les contrats des joueurs sont protégés : si un joueur est licencié avant la fin de son contrat, il touche le montant restant de son salaire (contrairement, par exemple, à la NFL), et sa masse salariale continue alors de peser sur l'équipe jusqu'à la fin de son contrat.
Les équipes sont contraintes de respecter une masse salariale minimale. Il existe au-delà du salary cap un autre plafond sur la masse salariale, beaucoup plus contraignant : si la masse salariale du club dépasse 61,7 millions de dollars, la somme au-delà de ce palier est taxée à 100 % (pour un dollar versé, le club paie un dollar de taxe). Cette taxe est appelée la Luxury tax.

## Palmarès

### Champions NBA

Le trophée Larry O'Brien.

L'équipe qui remporte la première quatre matchs lors des Finales NBA est désignée championne, et remporte le trophée Larry O'Brien.
Avec dix-huit titres, les Celtics de Boston sont l'équipe la plus titrée devant les Lakers de Los Angeles (dix-sept titres). Les Celtics affrontent les Lakers à douze reprises en finales.
Cette même équipe des Celtics détient le record de victoires consécutives, avec huit titres obtenus entre 1958 et 1966.
Troisièmes au classement, les Warriors de Golden State ont remporté sept titres.
En tout, vingt des trente franchises actuelles ont remporté un titre de champion. Les Raptors de Toronto sont l'équipe de création la plus récente à avoir remporté un titre, n'étant entrée dans la ligue qu'en 1995. La seule franchise championne à avoir aujourd'hui disparu est les Bullets de Baltimore, vainqueurs de la deuxième saison de la BAA.

#### Palmarès cumulé
| N° | Équipe                          | Titres | Par édition | Finales NBA perdues                                                                           |
| -- | ------------------------------- | ------ | --- | --------------------------------------------------------------------------------------------- |
| 1  | Celtics de Boston               | 18     | 1957, 1959, 1960, 1961 ,1962, 1963, 1964, 1965, 1966, 1968, 1969, 1974, 1976, 1981, 1984, 1986, 2008, 2024                                  | 5 (1958, 1985, 1987, 2010, 2022)                                                              |
| 2  | Lakers de Los Angeles           | 17     | (5 en tant que Lakers de Minneapolis : 1949, 1950, 1952, 1953, 1954) 1972, 1980, 1982, 1985, 1987, 1988, 2000, 2001, 2002, 2009, 2010, 2020 | 15 (1959, 1962, 1963, 1965, 1966, 1968, 1969, 1970, 1973, 1983, 1984, 1989, 1991, 2004, 2008) |
| 3  | Warriors de Golden State        | 7      | (2 en tant que Warriors de Philadelphie : 1947, 1956) 1975, 2015, 2017, 2018, 2022                                                          | 5 (1948, 1964, 1967, 2016, 2019)                                                              |
| 4  | Bulls de Chicago                | 6      | 1991, 1992, 1993, 1996, 1997, 1998 | 0                                                                                             |
| 5  | Spurs de San Antonio            | 5      | 1999, 2003, 2005, 2007, 2014 | 1 (2013)                                                                                      |
| 6  | 76ers de Philadelphie           | 3      | (1 en tant que Nationals de Syracuse : 1955) 1967, 1983                                                                                     | 6 (1950, 1954, 1977, 1980, 1982, 2001)                                                        |
| 7  | Pistons de Détroit              | 3      | 1989, 1990, 2004 | 4 (1955, 1956, 1988, 2005)                                                                    |
| 7  | Heat de Miami                   | 3      | 2006, 2012, 2013 | 4 (2011, 2014, 2020, 2023)                                                                    |
| 9  | Knicks de New York              | 2      | 1970, 1973 | 6 (1951, 1952, 1953, 1972, 1994, 1999)                                                        |
| 10 | Thunder d'Oklahoma City         | 2      | (1 en tant que Supersonics de Seattle : 1979) 2025                                                                                          | 3 (1978, 1996, 2012)                                                                          |
| 11 | Rockets de Houston              | 2      | 1994, 1995 | 2 (1981, 1986)                                                                                |
| 12 | Bucks de Milwaukee              | 2      | 1971, 2021 | 1 (1974)                                                                                      |
| 13 | Cavaliers de Cleveland          | 1      | 2016 | 4 (2007, 2015, 2017, 2018)                                                                    |
| 14 | Hawks d'Atlanta                 | 1      | En tant que Hawks de Saint-Louis : 1958 | 3 (1957, 1960, 1961)                                                                          |
| 14 | Wizards de Washington           | 1      | En tant que Bullets de Washington : 1978 | 3 (1971, 1975, 1979)                                                                          |
| 16 | Trail Blazers de Portland       | 1      | 1977 | 2 (1990, 1992)                                                                                |
| 16 | Mavericks de Dallas             | 1      | 2011 | 2 (2006, 2024)                                                                                |
| 18 | Kings de Sacramento             | 1      | En tant que Royals de Rochester : 1951 | 0                                                                                             |
| 18 | Bullets de Baltimore            | 1      | 1948 (disparu en 1954) | 0                                                                                             |
| 18 | Raptors de Toronto              | 1      | 2019 | 0                                                                                             |
| 18 | Nuggets de Denver               | 1      | 2023 | 0                                                                                             |
| 22 | Suns de Phoenix                 | 0      | - | 3 (1976, 1993, 2021)                                                                          |
| 23 | Magic d'Orlando                 | 0      | - | 2 (1995, 2009)                                                                                |
| 23 | Jazz de l'Utah                  | 0      | - | 2 (1997, 1998)                                                                                |
| 23 | Nets de Brooklyn                | 0      | - | 2 (2002, 2003)                                                                                |
| 23 | Pacers de l'Indiana             | 0      | - | 2 (2000, 2025)                                                                                |
| 27 | Clippers de Los Angeles         | 0      | - | 0                                                                                             |
| 27 | Hornets de Charlotte            | 0      | - | 0                                                                                             |
| 27 | Timberwolves du Minnesota       | 0      | - | 0                                                                                             |
| 27 | Grizzlies de Memphis            | 0      | - | 0                                                                                             |
| 27 | Pelicans de La Nouvelle-Orléans | 0      | - | 0                                                                                             |

Entre 1946 et 1949, la ligue se nommait encore BAA.

#### Palmarès par édition
En 2025, la Conférence Est a remportée le plus de titres parmi les 79 Finales NBA disputées avec 41 titres, la Conférence Ouest est près derrière avec 38 titres.
| Gras | Champion des Finales NBA                                       |
| (*)  | Numéro d'ordre du titre de champion remporté par la franchise. |

| N°  | Année     | Conférence Ouest              | Score | Conférence Est               |
| BAA | BAA       | BAA                           | BAA   | BAA                          |
| --- | --------- | ----------------------------- | ----- | ---------------------------- |
| 1   | 1946-1947 | Stags de Chicago              | 1-4   | (1) Warriors de Philadelphie |
| 2   | 1947-1948 | Bullets de Baltimore (1)      | 4-2   | Warriors de Philadelphie     |
| 3   | 1948-1949 | Lakers de Minneapolis (1)     | 4-2   | Washington Capitols          |
| NBA |           |                               |       |                              |
| 4   | 1949-1950 | Lakers de Minneapolis (2)     | 4-2   | Nationals de Syracuse        |
| 5   | 1950-1951 | Royals de Rochester (1)       | 4-3   | Knickerbockers de New York   |
| 6   | 1951-1952 | Lakers de Minneapolis (3)     | 4-3   | Knickerbockers de New York   |
| 7   | 1952-1953 | Lakers de Minneapolis (4)     | 4-1   | Knicks de New York           |
| 8   | 1953-1954 | Lakers de Minneapolis (5)     | 4-3   | Nationals de Syracuse        |
| 9   | 1954-1955 | Pistons de Fort Wayne         | 3-4   | (1) Nationals de Syracuse    |
| 10  | 1955-1956 | Pistons de Fort Wayne         | 1-4   | (2) Warriors de Philadelphie |
| 11  | 1956-1957 | Hawks de Saint-Louis          | 3-4   | (1) Celtics de Boston        |
| 12  | 1957-1958 | Hawks de Saint-Louis (1)      | 4-2   | Celtics de Boston            |
| 13  | 1958-1959 | Lakers de Minneapolis         | 0-4   | (2) Celtics de Boston        |
| 14  | 1959-1960 | Hawks de Saint-Louis          | 3-4   | (3) Celtics de Boston        |
| 15  | 1960-1961 | Hawks de Saint-Louis          | 1-4   | (4) Celtics de Boston        |
| 16  | 1961-1962 | Lakers de Los Angeles         | 3-4   | (5) Celtics de Boston        |
| 17  | 1962-1963 | Lakers de Los Angeles         | 2-4   | (6) Celtics de Boston        |
| 18  | 1963-1964 | Warriors de San Francisco     | 1-4   | (7) Celtics de Boston        |
| 19  | 1964-1965 | Lakers de Los Angeles         | 1-4   | (8) Celtics de Boston        |
| 20  | 1965-1966 | Lakers de Los Angeles         | 3-4   | (9) Celtics de Boston        |
| 21  | 1966-1967 | Warriors de San Francisco     | 2-4   | (2) 76ers de Philadelphie    |
| 22  | 1967-1968 | Lakers de Los Angeles         | 2-4   | (10) Celtics de Boston       |
| 23  | 1968-1969 | Lakers de Los Angeles         | 3-4   | (11) Celtics de Boston       |
| 24  | 1969-1970 | Lakers de Los Angeles         | 3-4   | (1) Knicks de New York       |
| 25  | 1970-1971 | Bucks de Milwaukee (1)        | 4-0   | Bullets de Washington        |
| 26  | 1971-1972 | Lakers de Los Angeles (6)     | 4-1   | Knicks de New York           |
| 27  | 1972-1973 | Lakers de Los Angeles         | 1-4   | (2) Knicks de New York       |
| 28  | 1973-1974 | Bucks de Milwaukee            | 3-4   | (12) Celtics de Boston       |
| 29  | 1974-1975 | Warriors de Golden State (3)  | 4-0   | Bullets de Washington        |
| 30  | 1975-1976 | Suns de Phoenix               | 2-4   | (13) Celtics de Boston       |
| 31  | 1976-1977 | Trail Blazers de Portland (1) | 4-2   | 76ers de Philadelphie        |
| 32  | 1977-1978 | Supersonics de Seattle        | 3-4   | (1) Bullets de Washington    |
| 33  | 1978-1979 | Supersonics de Seattle (1)    | 4-1   | Bullets de Washington        |
| 34  | 1979-1980 | Lakers de Los Angeles (7)     | 4-2   | 76ers de Philadelphie        |
| 35  | 1980-1981 | Rockets de Houston            | 2-4   | (14) Celtics de Boston       |
| 36  | 1981-1982 | Lakers de Los Angeles (8)     | 4-2   | 76ers de Philadelphie        |
| 37  | 1982-1983 | Lakers de Los Angeles         | 0-4   | (3) 76ers de Philadelphie    |
| 38  | 1983-1984 | Lakers de Los Angeles         | 3-4   | (15) Celtics de Boston       |
| 39  | 1984-1985 | Lakers de Los Angeles (9)     | 4-2   | Celtics de Boston            |
| 40  | 1985-1986 | Rockets de Houston            | 2-4   | (16) Celtics de Boston       |
| 41  | 1986-1987 | Lakers de Los Angeles (10)    | 4-2   | Celtics de Boston            |
| 42  | 1987-1988 | Lakers de Los Angeles (11)    | 4-3   | Pistons de Détroit           |
| 43  | 1988-1989 | Lakers de Los Angeles         | 0-4   | (1) Pistons de Détroit       |
| 44  | 1989-1990 | Trail Blazers de Portland     | 1-4   | (2) Pistons de Détroit       |
| 45  | 1990-1991 | Lakers de Los Angeles         | 1-4   | (1) Bulls de Chicago         |
| 46  | 1991-1992 | Trail Blazers de Portland     | 2-4   | (2) Bulls de Chicago         |
| 47  | 1992-1993 | Suns de Phoenix               | 2-4   | (3) Bulls de Chicago         |
| 48  | 1993-1994 | Rockets de Houston (1)        | 4-3   | Knicks de New York           |
| 49  | 1994-1995 | Rockets de Houston (2)        | 4-0   | Magic d'Orlando              |
| 50  | 1995-1996 | Supersonics de Seattle        | 2-4   | (4) Bulls de Chicago         |
| 51  | 1996-1997 | Jazz de l'Utah                | 2-4   | (5) Bulls de Chicago         |
| 52  | 1997-1998 | Jazz de l'Utah                | 2-4   | (6) Bulls de Chicago         |
| 53  | 1998-1999 | Spurs de San Antonio (1)      | 4-1   | Knicks de New York           |
| 54  | 1999-2000 | Lakers de Los Angeles (12)    | 4-2   | Pacers de l'Indiana          |
| 55  | 2000-2001 | Lakers de Los Angeles (13)    | 4-1   | 76ers de Philadelphie        |
| 56  | 2001-2002 | Lakers de Los Angeles (14)    | 4-0   | Nets du New Jersey           |
| 57  | 2002-2003 | Spurs de San Antonio (2)      | 4-2   | Nets du New Jersey           |
| 58  | 2003-2004 | Lakers de Los Angeles         | 1-4   | (3) Pistons de Détroit       |
| 59  | 2004-2005 | Spurs de San Antonio (3)      | 4-3   | Pistons de Détroit           |
| 60  | 2005-2006 | Mavericks de Dallas           | 2-4   | (1) Heat de Miami            |
| 61  | 2006-2007 | Spurs de San Antonio (4)      | 4-0   | Cavaliers de Cleveland       |
| 62  | 2007-2008 | Lakers de Los Angeles         | 2-4   | (17) Celtics de Boston       |
| 63  | 2008-2009 | Lakers de Los Angeles (15)    | 4-1   | Magic d'Orlando              |
| 64  | 2009-2010 | Lakers de Los Angeles (16)    | 4-3   | Celtics de Boston            |
| 65  | 2010-2011 | Mavericks de Dallas (1)       | 4-2   | Heat de Miami                |
| 66  | 2011-2012 | Thunder d'Oklahoma City       | 1-4   | (2) Heat de Miami            |
| 67  | 2012-2013 | Spurs de San Antonio          | 3-4   | (3) Heat de Miami            |
| 68  | 2013-2014 | Spurs de San Antonio (5)      | 4-1   | Heat de Miami                |
| 69  | 2014-2015 | Warriors de Golden State (4)  | 4-2   | Cavaliers de Cleveland       |
| 70  | 2015-2016 | Warriors de Golden State      | 3-4   | (1) Cavaliers de Cleveland   |
| 71  | 2016-2017 | Warriors de Golden State (5)  | 4-1   | Cavaliers de Cleveland       |
| 72  | 2017-2018 | Warriors de Golden State (6)  | 4-0   | Cavaliers de Cleveland       |
| 73  | 2018-2019 | Warriors de Golden State      | 2-4   | (1) Raptors de Toronto       |
| 74  | 2019-2020 | Lakers de Los Angeles (17)    | 4-2   | Heat de Miami                |
| 75  | 2020-2021 | Suns de Phoenix               | 2-4   | (2) Bucks de Milwaukee       |
| 76  | 2021-2022 | Warriors de Golden State (7)  | 4-2   | Celtics de Boston            |
| 77  | 2022-2023 | Nuggets de Denver (1)         | 4-1   | Heat de Miami                |
| 78  | 2023-2024 | Mavericks de Dallas           | 1-4   | (18) Celtics de Boston       |
| 79  | 2024-2025 | Thunder d'Oklahoma City (2)   | 4-3   | Pacers de l'Indiana          |

### Entraîneurs champions NBA
L'entraîneur le plus titré de l'histoire est Phil Jackson, couronné à onze reprises, devant Red Auerbach, neuf fois champion, puis John Kundla, Pat Riley et Gregg Popovich, vainqueurs à cinq reprises. Par ailleurs, seuls trois entraîneurs ont été champions avec deux équipes différentes : Phil Jackson avec les Bulls de Chicago et les Lakers de Los Angeles, Pat Riley avec les Lakers de Los Angeles et le Heat de Miami et Alex Hannum avec les Hawks de Saint-Louis et les 76ers de Philadelphie.
Le nombre entre parenthèses indique le total des titres
- 1946-1947 : Eddie Gottlieb (1)
- 1947-1948 : Buddy Jeannette (1)
- 1948-1949 : John Kundla (1)
- 1949-1950 : John Kundla (2)
- 1950-1951 : Les Harrison (1)
- 1951-1952 : John Kundla (3)
- 1952-1953 : John Kundla (4)
- 1953-1954 : John Kundla (5)
- 1954-1955 : Al Cervi (1)
- 1955-1956 : George Senesky (1)
- 1956-1957 : Red Auerbach (1)
- 1957-1958 : Alex Hannum (1)
- 1958-1959 : Red Auerbach (2)
- 1959-1960 : Red Auerbach (3)
- 1960-1961 : Red Auerbach (4)
- 1961-1962 : Red Auerbach (5)
- 1962-1963 : Red Auerbach (6)
- 1963-1964 : Red Auerbach (7)
- 1964-1965 : Red Auerbach (8)
- 1965-1966 : Red Auerbach (9)
- 1966-1967 : Alex Hannum (2)
- 1967-1968 : Bill Russell (1)
- 1968-1969 : Bill Russell (2)
- 1969-1970 : Red Holzman (1)
- 1970-1971 : Larry Costello (1)
- 1971-1972 : Bill Sharman (1)
- 1972-1973 : Red Holzman (2)
- 1973-1974 : Tom Heinsohn (1)
- 1974-1975 : Al Attles (1)
- 1975-1976 : Tom Heinsohn (2)
- 1976-1977 : Jack Ramsay (1)
- 1977-1978 : Dick Motta (1)
- 1978-1979 : Lenny Wilkens (1)
- 1979-1980 : Paul Westhead (1)
- 1980-1981 : Bill Fitch (1)
- 1981-1982 : Pat Riley (1)
- 1982-1983 : Billy Cunningham (1)
- 1983-1984 : K.C. Jones (1)
- 1984-1985 : Pat Riley (2)
- 1985-1986 : K.C. Jones (2)
- 1986-1987 : Pat Riley (3)
- 1987-1988 : Pat Riley (4)
- 1988-1989 : Chuck Daly (1)
- 1989-1990 : Chuck Daly (2)
- 1990-1991 : Phil Jackson (1)
- 1991-1992 : Phil Jackson (2)
- 1992-1993 : Phil Jackson (3)
- 1993-1994 : Rudy Tomjanovich (1)
- 1994-1995 : Rudy Tomjanovich (2)
- 1995-1996 : Phil Jackson (4)
- 1996-1997 : Phil Jackson (5)
- 1997-1998 : Phil Jackson (6)
- 1998-1999 : Gregg Popovich (1)
- 1999-2000 : Phil Jackson (7)
- 2000-2001 : Phil Jackson (8)
- 2001-2002 : Phil Jackson (9)
- 2002-2003 : Gregg Popovich (2)
- 2003-2004 : Larry Brown (1)
- 2004-2005 : Gregg Popovich (3)
- 2005-2006 : Pat Riley (5)
- 2006-2007 : Gregg Popovich (4)
- 2007-2008 : Doc Rivers (1)
- 2008-2009 : Phil Jackson (10)
- 2009-2010 : Phil Jackson (11)
- 2010-2011 : Rick Carlisle (1)
- 2011-2012 : Erik Spoelstra (1)
- 2012-2013 : Erik Spoelstra (2)
- 2013-2014 : Gregg Popovich (5)
- 2014-2015 : Steve Kerr (1)
- 2015-2016 : Tyronn Lue (1)
- 2016-2017 : Steve Kerr (2)
- 2017-2018 : Steve Kerr (3)
- 2018-2019 : Nick Nurse (1)
- 2019-2020 : Frank Vogel (1)
- 2020-2021 : Mike Budenholzer (1)
- 2021-2022 : Steve Kerr (4)
- 2022-2023 : Michael Malone (1)
- 2023-2024 : Joe Mazzulla (1)
- 2024-2025 : Mark Daigneault (1)

### Trophées individuels

#### Most valuable player(MVP)
Le trophée du MVP est aussi nommé trophée Maurice Podoloff, en honneur au premier président de la NBA de 1946 à 1963. Le vote se fait par un panel de journalistes et récompense le joueur qui a le plus contribué au succès de son équipe : en plus de la performance individuelle, les résultats de l'équipe sont pris en compte par les journalistes dans l'attribution du trophée. Kareem Abdul-Jabbar a reçu le trophée six fois.
Le trophée du MVP des Finales NBA porte depuis 2009 le nom de Bill Russell, le pivot des Celtics de Boston des années 1960, champion NBA à onze reprises. Le trophée est décerné par un panel composé de membres des médias, qui désignent le lauréat à la fin de la dernière rencontre. Depuis les Finales NBA 2008, les fans votant sur NBA.com constituent le 10e membre du panel. Michael Jordan a obtenu cette récompense à six reprises en six participations aux Finales NBA.
Depuis les playoffs NBA 2022, le meilleur joueur de chaque Finale de Conférence reçoit un trophée de MVP, nommé respectivement Trophée Larry Bird pour la Conférence Est et Trophée Magic Johnson pour la Conférence Ouest.

#### Entraîneurs et dirigeants
Le trophée Red Auerbach (en hommage à l'entraîneur de la dynastie des Celtics de Boston qui a remporté huit titres d'affilée) d'entraîneur NBA de l'année récompense le meilleur entraîneur de la saison. En général, n’est pas récompensé l’entraîneur qui a obtenu le meilleur bilan de la saison régulière, mais celui qui a obtenu les meilleurs résultats par rapport aux ressources qu’il avait à disposition. Doc Rivers a ainsi été nommé entraîneur de l’année en 1999-2000 alors que son équipe n’a même pas participé aux play-offs. Néanmoins, le bilan de 41 victoires pour 41 défaites a surpassé toutes les attentes d’une équipe qui, sur le papier, semblait condamnée à la dernière place de la ligue. Don Nelson et Pat Riley ont reçu le trophée trois fois chacun.
Le trophée de NBA Executive of the Year est remis au meilleur « General Manager » de la ligue. Contrairement aux autres trophées attribués par la NBA, ce trophée est décerné par le Sporting News, mais est reconnu officiellement par la ligue. Ce sont les General Manager des 30 équipes de la ligue qui élisent le lauréat. Ce trophée existe depuis la saison 1972-1973.

#### Meilleur défenseur de l’année
Le titre de meilleur défenseur de l'année (Defensive Player of the Year) récompense le meilleur défenseur de la saison régulière. Les catégories statistiques les plus influentes pour ce titre sont les interceptions, les contres et les rebonds défensifs. La remise du titre se fait à travers un vote de 125 journalistes de la presse et de la télévision nord-américaine. Chaque journaliste nomme 3 joueurs : le premier recevant 5 points, le second 3 points et le troisième 1 point.
Le trophée a été attribué un nombre record de 4 fois à Dikembe Mutombo, Ben Wallace et Rudy Gobert.

#### Sixième homme de l’année
Le trophée de sixième homme de l'année (Sixth Man Award) est destiné au meilleur joueur ayant joué moins de 50 % de ses matchs dans le cinq de départ.
Kevin McHale, Ricky Pierce et Detlef Schrempf ont remporté le trophée à deux reprises
Jamal Crawford et Lou Williams ont remporté ce trophée à trois reprises. Jamal Crawford est le premier joueur à soulever ce trophée à trois reprises.

#### Joueur ayant le plus progressé (MIP)
Le titre de joueur ayant le plus progressé (Most Improved Player) récompense le joueur ayant le plus progressé par rapport à l’année précédente, sur la base de ses statistiques individuelles. L’élection se fait à travers un vote de 123 journalistes de la presse et de la télévision nord-américaine. Chaque journaliste nomme 3 joueurs : le premier recevant 5 points, le second 3 points et le troisième 1 point.

#### Rookiede l’année
Le trophée de rookie de l’année est remis au meilleur joueur disputant sa première saison en NBA. Il fut remis pour la première fois à la fin de la saison 1952-1953. Le vainqueur reçoit le trophée Eddie Gottlieb.

#### Fair-play
Le trophée de NBA Sportsmanship est décerné au joueur qui « représente le mieux les valeurs sportives sur le terrain, le comportement éthique, le fair-play et l'intégrité ». L'élection se fait à la suite de la désignation par chaque équipe NBA de l'un de ses joueurs, puis un joueur de chaque division est nommé par le panel des vainqueurs de ce trophée. L'ensemble des joueurs NBA participent ensuite au vote pour désigner le lauréat. Celui-ci reçoit alors le trophée Joe Dumars. Il est attribué depuis la saison 1995-1996.
Le trophée J. Walter Kennedy Citizenship est décerné au joueur ou à l'entraîneur NBA pour « services exceptionnels rendus et dévouement à la communauté » et est présenté par la Professionnal Basketball Writers Association. Ce trophée porte le nom de l'ancien commissaire de la NBA Walter Kennedy. Il est remis depuis la saison 1974-1975.
Le trophée Twyman-Stokes Teammate of the Year est décerné au « coéquipier idéal » qui illustre « un jeu altruiste, un leadership sur et en dehors du terrain, un mentor et un modèle pour d'autres joueurs et l’implication et le dévouement pour son équipe ». Cette récompense porte les noms de Jack Twyman et de Maurice Stokes. Elle est remise depuis la saison 2012-2013.

### Équipes-types

#### Équipe-type
À la fin de chaque saison, trois équipes-types sont constituées (All-NBA First Team, All-NBA Second Team, All-NBA Third Team). Un joueur reçoit 5 points pour un vote dans la première équipe, 3 points pour un vote dans la deuxième équipe et 1 point pour un vote dans la troisième équipe. Chaque équipe doit être constituée de deux arrières, deux ailiers et un pivot. Les joueurs ayant obtenu le plus de suffrages à leur poste respectif (les deux premiers pour les arrières et les ailiers, le premier pour le poste de pivot) sont élus dans la première équipe, puis les suivants dans la deuxième équipe et les cinq suivants dans la troisième équipe. Les équipes-types ont été élues depuis la saison inaugurale de la NBA en 1946-1947 ; la All-NBA Third Team étant désignée depuis la saison 1988-1989. Le panel de votants est constitué par 129 journalistes de l'agence Associated Press.
Kareem Abdul-Jabbar détient le plus grand nombre de sélections en All-NBA Team avec 15 apparitions. LeBron James est le joueur ayant obtenu le plus grand nombre de sélections dans la All-NBA First Team avec 12 sélections.

#### Équipe-type défensive
L'équipe-type défensive (NBA All-Defensive Team) est une distinction annuelle attribuée aux meilleurs joueurs défensifs de la NBA durant la saison régulière. Cette distinction existe depuis la saison 1968-1969. Le vote est effectué par les 30 entraîneurs de la NBA, ceux-ci ne pouvant pas voter pour les joueurs de leur propre équipe. Dix joueurs sont distingués, composant une NBA All-Defensive First Team et une NBA All-Defensive Second Team. Les joueurs reçoivent 2 points pour un vote dans la première équipe-type et 1 point dans la seconde équipe-type. Les cinq joueurs obtenant le plus de suffrages composent la première équipe-type défensive et les cinq suivants composent la seconde équipe. S'il y a égalité, l'équipe peut éventuellement comprendre 6 joueurs, comme cela a pu se passer lors de la saison 2005-2006 avec Jason Kidd et Kobe Bryant. Il n'y a pas de respect exigé quant au poste des joueurs.
Tim Duncan détient le record du plus grand nombre de sélections dans les NBA All-Defensive Team avec 13 sélections, suivi de Kobe Bryant et Kevin Garnett avec 12 sélections et de Kareem Abdul-Jabbar avec 11 sélections. Michael Jordan, Gary Payton, Kobe Bryant et Kevin Garnett détiennent, eux, le record de sélections dans la NBA All-Defensive First Team avec 9 apparitions chacun.

#### Équipe-type rookie
L'équipe-type rookie (NBA All-Rookie Team) est une distinction annuelle attribuée depuis la saison 1962-1963. Jusqu'à la saison 1987-1988, il n'y avait qu'une seule équipe nommée, puis deux équipes le sont depuis la saison 1988-1989 (All-Rookie First Team et All-Rookie Second Team). Ces équipes sont composées des meilleurs joueurs effectuant leur première saison en NBA.

## Couverture médiatique

### Les médias officiels de la NBA
- NBA.com est le portail internet de la ligue, il fait partie des sites les plus visités au monde et est, avec Eurobasket.com le plus visité en ce qui concerne le basket-ball. C'est au travers de ce portail que les fans du monde entier peuvent, depuis 2003, voter pour élire les joueurs participants au All-Star Game. Il est décliné en plusieurs langues avec des portails par pays, axés essentiellement sur les joueurs nationaux et leur actualité, s'adaptant ainsi à l'arrivée massive des joueurs internationaux dans les franchises de la ligue. Il est regroupé avec les portails de la Women's National Basketball Association (wnba.com) et de la NBA Gatorade League (gleague.com).
- En 1999, la chaîne NBA TV est créée. Elle consacre ses programmes au basket-ball et diffuse des rencontres de la NBA en direct, des grandes rencontres du passé, des informations quotidiennes sur le basket-ball, la vie des équipes NBA tout au long de la saison, des reportages sur les joueurs, leurs vies hors des parquets, des talks-shows. La chaîne diffuse également des matches WNBA et des rencontres d'Euroligue. Les programmes sont produits par NBA Entertainment (en) depuis Secaucus, New Jersey. Elle diffuse ses programmes dans près de 40 pays dans le monde. Une version française de NBA TV, dénommée NBA + a été diffusée pendant quelques années avant l'arrêt de ses programmes le 1er octobre 2006.
- La NBA et la société de radio par satellite Sirius ont signé un accord de partenariat en 2005 pour créer NBA Radio. Cette station diffuse, 24 heures sur 24, près de 1000 matches en direct chaque année, des magazines, des grandes rencontres du passé.

### Réseaux sociaux
La NBA annonce en février 2016 être le premier championnat professionnel nord-américain à avoir dépassé le milliard d’abonnés en cumulant les suivis de la ligue, de ses franchises et des joueurs sur Facebook, Twitter, Instagram, Tencent et Sina (Chine).

### Diffusion en France
En France, Canal+ a diffusé à partir de la saison 1984-1985 la NBA avec la diffusion de matches de la saison régulière, des playoffs, du All-Star Game et de l'intégralité des Finales NBA. La chaîne Sport+ a diffusé les programmes de NBA TV International la nuit en version originale avec un match en direct, les meilleures rencontres du passé, des émissions comme NBA Action jusqu'au 1er décembre 2008. Orange sport en a acquis les droits à compter du 10 janvier 2009 avec la diffusion des magazines NBA Action et NBA 360 et de quatre matches par semaine.
Depuis le 2 novembre 2012, beIN Sport devient le diffuseur exclusif de la NBA en France, tout d'abord pour une durée de quatre ans, avec la diffusion d'au moins six matchs en direct la nuit et six autres affiches en direct, en différé ou en résumé, ainsi que la diffusion d'un magazine quotidien NBA Extra. En 2016, l'accord est renouvelé.

## Engagement politique
Comme les autres ligues sportives nord-américaines, la NBA est traditionnellement politiquement neutre et recommande à ses joueurs de ne pas prendre parti dans les débats politiques ou sociétaux, afin de ne froisser aucune sensibilité, allant en 2005 jusqu'à imposer un code vestimentaire sur le banc des équipes. Après les déclarations racistes du propriétaire des Clippers de Los Angeles Donald Sterling en avril 2014, ce dernier est banni de la NBA et contraint de revendre ses parts. Elle marque un premier engagement en diffusant lors des rencontres de Noël 2015 une publicité appelant à mettre fin à la violence armée dans laquelle figurent plusieurs stars de la ligue dont Stephen Curry.
Dans l'été 2016, après une fusillade à Dallas, quatre joueuses du Lynx du Minnesota initient une protestation des joueuses de la WNBA et un engagement Black Lives Matter. Carmelo Anthony, LeBron James et Dwyane Wade écrivent une lettre demandant à la NBA d'autoriser l'expression politique des joueurs. Rompant avec la ligne de l'ancien commissaire de la ligue David Stern, son successeur Adam Silver voulant accompagner les joueurs pour « parvenir à des actions fortes » déclare en 2016 que les valeurs cardinales de la NBA sont à ses yeux : « l'inclusion, le respect, la diversité ». Depuis l'élection de Donald Trump, les équipes championnes NBA ne sont plus reçues à la Maison-Blanche. En 2017, la NBA change de localisation le All-Star Game 2017 prévu à Charlotte en raison d'une législation jugée discriminatoire contre les personnes transgenres en Caroline du Nord.
À la suite d'un tweet d'un dirigeant des Rockets de Houston en soutien aux manifestations à Hong Kong en octobre 2019, la NBA s'excuse d'avoir « offensé nos amis et fans en Chine, ce qui est regrettable », tout en affirmant que la NBA « va continuer à soutenir la liberté d’expression et bien entendu la liberté d’expression de la communauté NBA ». Après qu'un Afro-américain, Jacob Blake, ait été blessé de plusieurs balles par un policier dans le Wisconsin le 23 août 2020, les Bucks de Milwaukee refusent de disputer la cinquième manche du premier tour des play-offs. Les autres équipes observent également un boycott des rencontres pendant plusieurs jours, avant que la NBA n'annonce le renforcement de son implication contre le racisme et les violences policières.

### Statistiques
- Liste des joueurs les plus titrés en NBA
- Liste des joueurs en NBA ayant joué plus de 1000 matchs en carrière
- Liste des meilleurs joueurs par statistiques en NBA par saison
- Liste des meilleurs marqueurs en NBA par saison
- Liste des meilleurs rebondeurs en NBA par saison
- Liste des meilleurs passeurs en NBA par saison
- Liste des meilleurs contreurs en NBA par saison
- Liste des meilleurs intercepteurs en NBA par saison
- Liste des meilleurs marqueurs de paniers en NBA par saison
- Liste des meilleurs marqueurs à trois points en NBA par saison
- Liste des meilleurs marqueurs en NBA en carrière
- Liste des meilleurs rebondeurs en NBA en carrière
- Liste des meilleurs passeurs en NBA en carrière
- Liste des meilleurs contreurs en NBA en carrière
- Liste des meilleurs intercepteurs en NBA en carrière
- Liste des meilleurs marqueurs à trois points en NBA en carrière
- Liste des meilleurs tireurs de lancers francs en NBA en carrière
- Liste des meilleurs marqueurs en NBA en playoffs
- Liste des meilleurs rebondeurs en NBA en playoffs
- Liste des meilleurs passeurs en NBA en playoffs
- Liste des meilleures moyennes de points sur une série de playoffs dans l'histoire de la National Basketball Association
- Liste des joueurs de NBA avec 50 points et plus sur un match de playoffs
- Liste des joueurs de NBA avec 60 points et plus sur un match
- Liste des joueurs de NBA avec 40 rebonds et plus sur un match
- Liste des joueurs de NBA avec 24 passes décisives et plus sur un match
- Liste des joueurs de NBA avec 10 contres et plus sur un match
- Liste des joueurs de NBA avec 9 interceptions et plus sur un match